# Betonpalisade

Runde Betonpalisade mit Hohlkehle

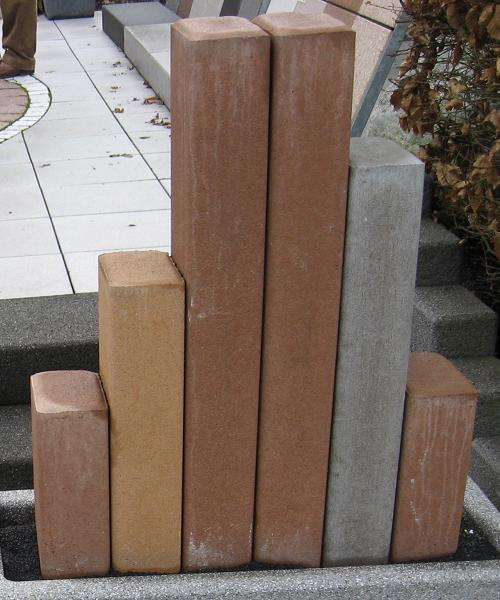
Verschiedene Betonpalisaden

Eine Betonpalisade ist ein Bauelement zur Einfassung etwa erhöhter Beete oder abgesenkter Wege. Betonpalisaden eignen sich zum Abfangen kleinerer Böschungen oder Hänge, solange hangseitig keine Verkehrslast vorhanden ist, etwa eine Einfahrt für PKW und LKW.

## Formate
Es gibt drei Grundformate mit einer Querschnittsabmessungen von ca. 10–20 cm und einer Höhe von ca. 30–250 cm:
- rund (mit Hohlkehle)
- quadratisch
- rechteckig

Die Formate sind in unterschiedlichen Farben, Oberflächenstrukturen und Kantenformen (gefast, abgerundet, gebrochen) erhältlich.

## Einbau

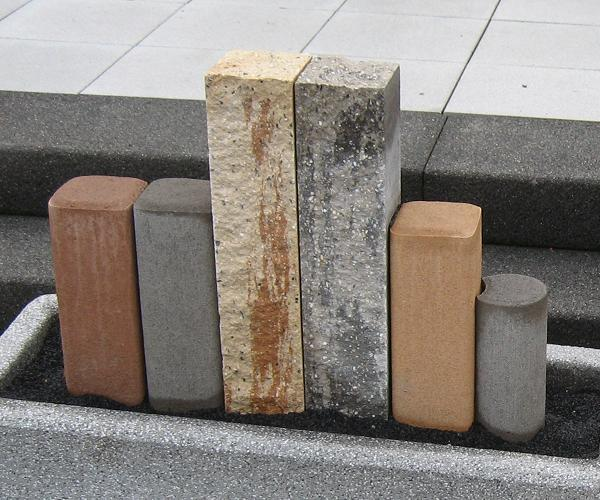
Verschiedene Betonpalisaden

Die Palisaden werden sowohl sauber in der Reihe als auch lotrecht eingebaut. Etwa ein Viertel bis ein Drittel der Palisadenhöhe wird in ein Betonfundament aus Magerbeton eingebunden, das unter der Palisade ca. 10–15 cm stark ist. Als Tragschicht dient eine mindestens 10–15 cm dicke verdichtete Schicht aus Kies, Schotter oder Lava. Bei größeren Bauwerken ist auf eine frostfreie Gründung (≥ 80 cm) zu achten.